# 108 (konstnär)

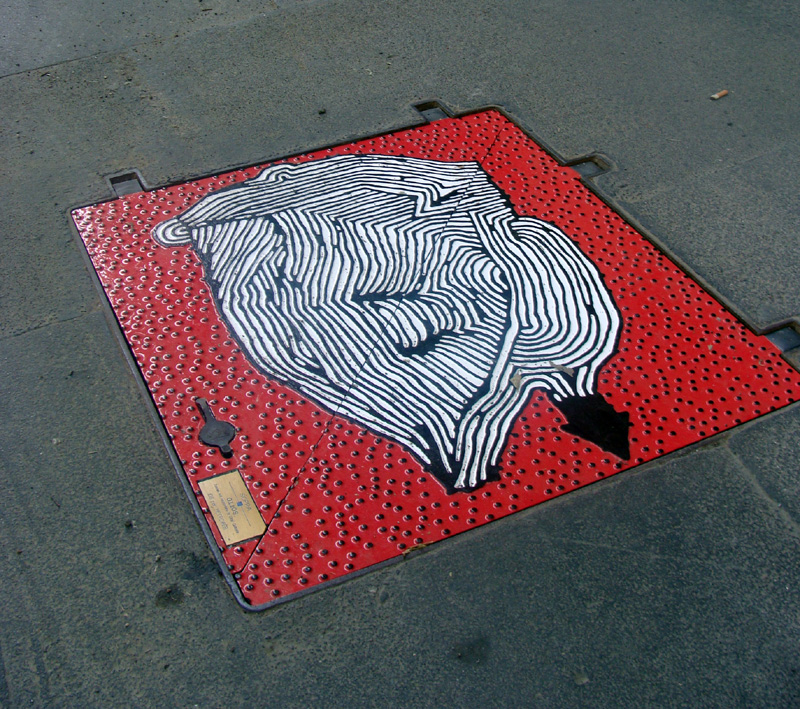
Brunnslock målat av 108 i Milano, Italien.

108, född som Guido Bisagni 1978 i Alessandria, är en italiensk konstnär inom genren gatukonst.
108 har gått från att jobba med traditionell graffiti till att måla stora och mystiska figurer som placeras på offentliga platser. Han var en av de första konstnärerna till att använda siffror istället för bokstäver som sitt artistnamn. Han började arbeta redan som barn på Alessandrias gator, och använde då olika namn. Hans verk har använts på gator i Milano, Paris, London, Berlin och New York. Hans första kända verk är gåtfulla "plump"-liknande gula former. Tanken bakom dessa verk är att skapa visuellt kaos. Hans senare verk är bland annat labyrinter, döda träd, 3D-objekt, men speciellt svarta och dystra former. De senaste åren har han deltagit i en del internationella utställningar: Nusign 2.4 i Paris, Urban Edge Show i Milano, Segundo and Tercer Asalto i Zaragoza. År 2007 blev han inbjuden till ett projekt kallat Walls i Venedigbiennalen. I mars 2008 blev han inbjuden till Nomadaz (en show skapad av Pablo Aravena) i Los Angeles tillsammand med konstnärerna Eltono, Dem, Microbo med flera för att representera Europa i USA.